# Mariano de Cavia
Mariano Francisco de Cavia y Lac (Saragozza, 25 settembre 1855 – Madrid, 20 luglio 1920) è stato un giornalista spagnolo.

## Biografia
Era il figlio del notaio Francisco de Cavia e di María Anselma Lac. Ha studiato scienze umane presso il collegio dei Gesuiti di Carrión de los Condes (Palencia), ma è tornato a Saragozza quindici anni più tardi per studiare legge, che non terminò.

## Carriera
Durante questo periodo ha collaborato con la Revista de Aragon, Diario de Avisos de Zaragoza, Diario de Zaragoza e El Cocinero, e nel 1881 ha fondato El Chin-Chin, un settimanale satirico che durò solo sei settimane. Ha avuto anche una storia d'amore con Pilar Alvira, ma l'opposizione delle famiglie portarono alla fine della relazione.
Già nel 1881 aveva deciso di andare a Madrid ed è entrato nello stesso anno nel El Liberal, dove ha lavorato per cinque anni, tranne che per un periodo di cinque mesi durante i quali è stato direttore del Diario Democrático de Tarragona. Nel 1895 entra a far parte del Heraldo de Madrid, dopo il quale è andato a El Imparcial, dove ha pubblicato il suo primo articolo e dove ha lavorato fino al 1917.
Ha vissuto in un albergo. Era individualista, non amava la popolarità e aveva un appartamento solo per mantenere la sua biblioteca. Non era uno specialista, ma aveva una vasta cultura umanistica, vasta conoscenza filologica e una memoria prodigiosa.
Era un liberale ma non militò in nessun partito politico.

## Morte
Nel 1917 entrò a far parte della redazione di El Sol, dove rimase fino alla morte per paralisi progressiva, che si è verificato a Madrid, il 14 luglio 1920.
Il primo ministro, Eduardo Dato, ha presieduto il trasferimento del corpo a Saragozza al cimitero di Torrero a Saragozza.
Oggi esiste il premio Mariano de Cavia, assegnato ogni anno dal quotidiano ABC di Madrid. Va notato che la città di Saragozza ha ripetutamente chiesto che i premi venissero assegnati a Saragozza, ma la richiesta è stata sempre negata.